# Scinax squalirostris
Scinax squalirostris är en groddjursart som först beskrevs av Lutz 1925.  Scinax squalirostris ingår i släktet Scinax och familjen lövgrodor. IUCN kategoriserar arten globalt som livskraftig. Inga underarter finns listade i Catalogue of Life.